# Qualificazioni al campionato europeo femminile di calcio 2013 - Fase a gironi, gruppo 7
Le qualificazioni al campionato europeo femminile di calcio 2013 vennero giocate, nel gruppo 7, da cinque nazionali: Armenia, Austria, Danimarca, Portogallo e Repubblica Ceca. Le cinque squadre si affrontarono in un girone all'italiana con partite di andata e ritorno, per un totale di otto partite. La squadra prima classificata si qualificava direttamente alla fase finale del torneo, mentre la seconda classificata si qualifica direttamente alla fase finale solo se era la migliore seconda dei sette gruppi di qualificazione, altrimenti accedeva ai play-off qualificazione.

## Classifica finale
| Pos | Squadra    | Pt | G | V | N | P | GF | GS | DR  |
| --- | ---------- | -- | - | - | - | - | -- | -- | --- |
| 1.  | Danimarca  | 21 | 8 | 7 | 0 | 1 | 28 | 3  | +25 |
| 2.  | Austria    | 19 | 8 | 6 | 1 | 1 | 16 | 9  | +7  |
| 3.  | Rep. Ceca  | 13 | 8 | 4 | 1 | 3 | 16 | 9  | +7  |
| 4.  | Portogallo | 6  | 8 | 2 | 0 | 6 | 16 | 13 | +3  |
| 5.  | Armenia    | 0  | 8 | 0 | 0 | 8 | 2  | 44 | -42 |

## Risultati
| Arbitro: | Esther Azzopardi |

|  |           |                                                                                        |
|  | Marcatori | 2’ Mendes 7’, 59’ Rodrigues 45+2’, 53’ Fernandes 63’ Brandão 70’ (rig.) Couto 84’ Luís |

| Arbitro: | Cristina Dorcioman |

|               |           |            |
| Hanschitz 60’ | Marcatori | 55’ Mocová |

| Arbitro: | Lilach Asulin |

|  |           |                                                                     |
|  | Marcatori | 4’ Kr. Pedersen 29’ Troelsgaard 49’ Harder 72’ Jensen 90+3’ Nielsen |

| Arbitro: | Sofia Karagiorgi |

|              |           |  |
| Divišová 65’ | Marcatori |  |

| Arbitro: | Efthalia Mitsi |

|                        |           |  |
| Harder 32’, 41’, 90+2’ | Marcatori |  |

| Arbitro: | Monika Mularczyk |

|                                         |           |  |
| Feiersinger 17’ Tasch 40’ Gstöttner 70’ | Marcatori |  |

| Arbitro: | Esther Staubli |

|  |           |                                           |
|  | Marcatori | 13’ Christiansen 77’ Petersen 87’ Nielsen |

| Arbitro: | Linn Andersson |

|  |           |                 |
|  | Marcatori | 13’ Feiersinger |

| Arbitro: | Eleni Lampadariou |

|                                                                                       |           |  |
| I. Martínková 3’ Sedláčková 6’ L. Martínková 11’ Hoferková 70’ Pivoňková 90+1’ (rig.) | Marcatori |  |

| Arbitro: | Anja Kunick |

| |           |  |
| Troelsgaard 3’, 24’, 53’ Røddik 28’, 86’ Harder 36’, 44’, 88’ Christiansen 42’ Pedersen 58’ Bukh 90+2’ | Marcatori |  |

| Arbitro: | Marija Margareta Damjanović |

|                                                                  |           |  |
| Luís 30’ Costa 35’ Neto 46’ Rodrigues 58’ Antunes 62’ Matias 67’ | Marcatori |  |

| Arbitro: | Floarea Ionescu |

|                          |           |                                                               |
| Rodrigues 20’ Mendes 71’ | Marcatori | 13’, 27’, 36’ (rig.) I. Martínková 45’ Divišová 53’ Pivoňková |

| Arbitro: | Aneliya Sinabova |

|                           |           |                               |
| Armenyan 7’ Ghukasyan 10’ | Marcatori | 21’, 35’, 59’ Burger 27’ Haas |

| Arbitro: | Kateryna Monzul' |

|  |           |                     |
|  | Marcatori | 35’ Veje 53’ Harder |

| Arbitro: | Natalia Aleksakhina |

|                 |           |  |
| Feiersinger 85’ | Marcatori |  |

| Arbitro: | Christina W. Pedersen |

|                               |           |                                               |
| Martínková 45+3’ Divišová 86’ | Marcatori | 40’ (rig.) Puntigam 45+5’ Prohaska 63’ Burger |

| Arbitro: | Silvia Tea Spinelli |

|           |           |  |
| Nadim 55’ | Marcatori |  |

| Arbitro: | Saša Ihringová |

|                              |           |             |
| Aschauer 42’ Burger 47’, 79’ | Marcatori | 90+2’ Nadim |

| Arbitro: | Sjoukje de Jong |

|  |           |                               |
|  | Marcatori | 13’ Ringelová 66’ Danihelková |

| Arbitro: | Gyöngyi Gaál |

|                              |           |  |
| Harder 65’ Røddik 81’ (rig.) | Marcatori |  |

## Statistiche

### Classifica marcatrici
9 reti
- Pernille Harder

6 reti
- Nina Burger

5 reti
- Irena Martínková (1 rig.)

4 reti
- Sanne Troelsgaard
- Andrea Rodrigues

3 reti
- Laura Feiersinger

- Petra Divišová

- Line Røddik (1 rig.)

2 reti
- Adéla Pivoňková (1 rig.)
- Markéta Ringelová
- Nanna Christiansen

- Nadia Nadim
- Theresa Nielsen
- Kristine Pedersen

- Edite Fernandes
- Carolina Mendes
- Laura Luís

1 rete
- Gohar Armenyan
- Ani Ghukasyan
- Verena Aschauer
- Maria Gstöttner
- Cornelia Haas
- Marlies Hanschitz
- Nadine Prohaska
- Sarah Puntigam (1 rig.)

- Daniela Tasch
- Nikola Danihelková
- Veronika Hoferková
- Lucie Martínková
- Iva Mocová
- Jana Sedláčková
- Julie Rydahl Bukh
- Line Jensen

- Katrine Pedersen
- Katrine Veje
- Melissa Antunes
- Kimberly Brandão
- Carole Costa
- Carla Couto (1 rig.)
- Sónia Matias
- Cláudia Neto